# National Nosocomial Infections Surveillance

Le National Nosocomial Infections Surveillance (NNIS) est un programme américain de surveillance des infections du site opératoire (bloc opératoire) et constitue un moyen d'auto-évaluation.
Cet index de risque NNIS est un score évaluant le risque d'acquisition d'une infection.
L'index de risque NNIS est obtenu par combinaison des trois principaux facteurs de risque d'infection du site opératoire :
- Le score ASA de l’American Society of Anesthesiologists
exprime l'état général du patient opéré (un patient en bonne santé a un score ASA pré-anesthésique de 1 alors qu'un patient sur le point de décéder a un score de 5).

0 : score ASA 1 et 2
1 : score ASA 3, 4 et 5
- La durée d'intervention

0 : durée d’intervention égale ou inférieure au percentile 75 de la distribution de la durée de cette intervention dans la population générale ;
1 : durée d’intervention supérieure au percentile 75 de cette distribution.
- La classe de contamination de l'intervention (classification dite « d'Altemeier »[2]) classement de la plaie

0 : chirurgie propre ou propre contaminée
1 : chirurgie contaminée, sale ou infectée
Ces indicateurs sont utilisés par le comité de lutte contre les infections nosocomiales (CLIN) pour lutter contre les infections nosocomiales et faire des études Épidémiologiques.